# Three Girls Lost
Three Girls Lost é um filme norte-americano de 1931, do gênero drama, dirigido por Sidney Lanfield e estrelado por Loretta Young e Lew Cody.

## A produção
Este é um dos primeiros filmes do diretor Lanfield. John Wayne, por sua vez, subiu um degrau na carreira, após estrelar The Big Trail. O fracasso deste, porém, relegou o ator a produções modestas, como esta, em que ele, mal escalado, interpreta um arquiteto da alta sociedade. Já Lew Cody está ótimo como um escroque.

## Sinopse
Três garotas—Norene, Marcia e Edna—deixam sua cidadezinha e vão para Chicago, à procura de fama e fortuna. O arquiteto Gordon Wales começa a namorar Marcia, que se envolve com ladrões e acaba assassinada. Gordon é o principal suspeito e desenvolve uma atração por Norene.

## Elenco
| Ator/Atriz    | Personagem     |
| ------------- | -------------- |
| Loretta Young | Norene McMann  |
| Lew Cody      | Jack Marriott  |
| John Wayne    | Gordon Wales   |
| Joan Marsh    | Marcia Tallant |
| Joyce Compton | Edna Best      |
| Paul Fix      | Tony Halcomb   |